# Lecanora sulphurea
Lecanora sulphurea är en lavart som först beskrevs av Franz Georg Hoffmann, och fick sitt nu gällande namn av Erik Acharius. Lecanora sulphurea ingår i släktet Lecanora och familjen Lecanoraceae.  Arten är reproducerande i Sverige. Inga underarter finns listade i Catalogue of Life.